# Girard-Perregaux
Girard-Perregaux è un'azienda svizzera di orologeria le cui origini risalgono al 1791. Ha sede a La Chaux-de-Fonds, ed è di proprietà del Gruppo Sowind, una filiale della multinazionale francese Kering.

## La storia

### Dalla fondazione agli inizi del Novecento
Nel 1791, l'orologiaio e orefice Jean-François Bautte firma i suoi primi orologi, a nome J.F. Bautte. Crea a Ginevra una società manifatturiera che riunisce vari aspetti dell'orologeria dell'epoca.
Nel 1852, l'orologiaio Constant Girard fonda a La Chaux-de-Fonds, la maison Girard & Cie. Sposa Marie Perregaux e nel 1856 nasce la ditta Girard-Perregaux.
Tra il 1866 e il 1876 l'azienda diviene celebre perché realizza segnatempo di elevata qualità, vincitori dei premi dell'Osservatorio di Neuchatel.
Nel 1867 viene realizzato un celebre movimento dotato di tre ponti d'oro (chiamato "sous Trois Ponts d'Or"), che ha ottenuto grande successo e importanti riconoscimenti in orologeria, e che tuttora è riproposto a catalogo dalla Maison. Questo orologio venne poi rivisto e arricchito esteticamente, tanto da ottenere, nel 1889, la medaglia d'oro all'esposizione universale di Parigi, con il nome di La Esmeralda. L'azienda passa sotto la direzione dell'orologiaio tedesco Otto Graef, che rilancia la Maison realizzando i primi orologi da polso della casa.
L'esposizione commerciale di Berlino del 1896 consente alla Maison di catturare l'interesse dell'imperatore Guglielmo II il quale ordina diversi orologi (adattati all'uso da polso) per la marina militare tedesca.
Nel 1906 Constant Girard-Gallet, che nel frattempo è succeduto al padre alla leadership dello stabilimento, provvede alla fusione della Maison J.F. Bautte con la Girard-Perregaux & Cie. Negli anni Dieci del Novecento Girard-Perregaux inizia, come altri competitor (come Cartier, Tissot, Vacheron Constantin), a concepire l'orologio da polso per utilizzo civile, seppure almeno fino al 1929 la richiesta di orologi da tasca prevale su quella da polso.

### L'epoca d'oro dell'orologeria meccanica svizzera

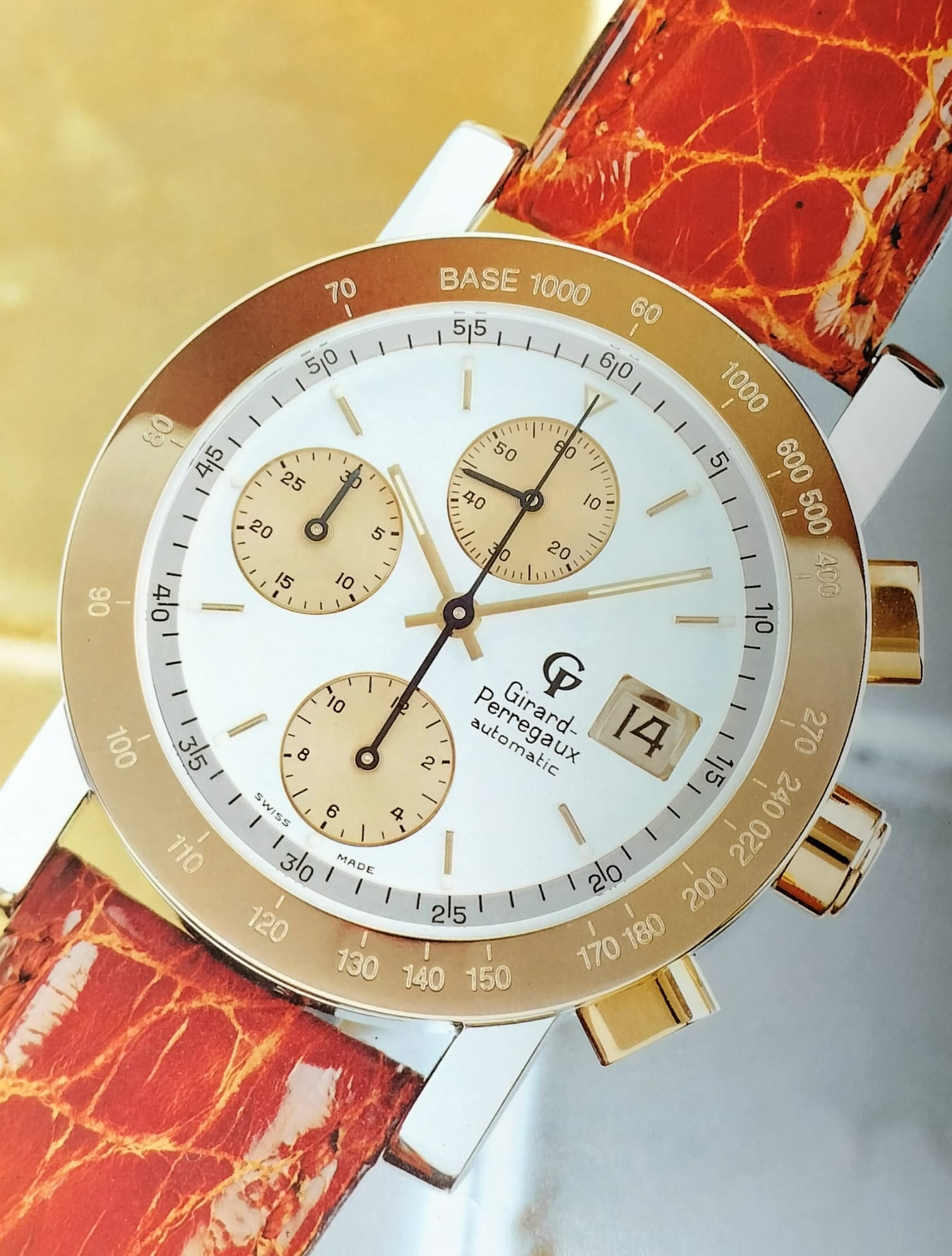
Girard Perregaux GP7000

Nel 1945 viene realizzato un orologio di forma, riproposto ancora oggi dall'azienda proprio con il nome di 1945.
Nel 1957 viene presentato il calibro chiamato Gyromatic, caratterizzato dall'alta frequenza: si trattava di un movimento (derivato da calibri Adolf Schild prima e Peseux poi, modificati opportunamente). Tuttavia è solo nel 1966 che arriva l'innovazione più grande, in quanto il modulo di carica Gyromatic viene montato ad un calibro manuale e dotato di alta frequenza di oscillazione, visto che il bilanciere oscillava a 5Hz (36.000 alternanze orarie). Venne così rinominato Gyromatic High Frequency. Si è trattato del primo esperimento di movimento automatico ad alta frequenza, che tuttavia non riscontrò un elevato successo a causa della scarsa riserva di marcia, per via dell'elevato beat rate. Tuttavia l'idea di Girard-Perregaux risulta vincente, solo bisognosa di perfezionamento: seguono numerosi altri orologi, come ad esempio i Longines alimentati dal movimento 360, e gli Zenith El Primero, che portano l'alta frequenza sui cronografi. Essendo l'anno 1966 particolarmente importante per la casa, decenni dopo viene lanciata a catalogo una collezione con questo anno, così come è stato fatto anche per il modello 1945.
Nel 1967 viene presentata la ref. 9034, caratterizzata da solotempo con cassa rotonda minimalista, con la peculiarità di proporre quadranti dipinti a mano.
Sul finire degli anni Sessanta appaiono anche i primi modelli subacquei. In questi stessi anni nascono i primi cronografi della maison ribattezzati Olimpico (reff. 8846 e 8862), così chiamati in onore delle Olimpiadi di Città del Messico del 1968.

### 1970-1980: lo sviluppo dell'orologeria al quarzo e l'avanguardia di Girard-Perregaux
Grazie alle competenze tecniche nel settore dell'elettronica di Georges Vuffray, Girard-Perregaux si afferma presto come una delle maison elvetiche più all'avanguardia nell'applicazione della tecnologia del quarzo.
Nei primi anni Settanta, Girard Perregaux, membro del consorzio orologiero CEH, è particolarmente attiva nella realizzazione del primo movimento al quarzo svizzero, il Beta 21, che verrà montato sull'orologio di casa GP chiamato Elcron, datato 1970. Il movimento sviluppato, tuttavia, era più grande, costoso e meno efficiente dei competitor giapponesi realizzati da Seiko, così l'azienda elvetica proseguì autonomamente per la strada della realizzazione di calibri al quarzo, anche grazie alla competenza tecnologica di Motorola. Nel 1971 Girard-Perregaux arriva a progettare il noto movimento di manifattura 350, con frequenza di 32 kHz (32768 Hz), divenuto ben presto il gold standard per l'orologeria al quarzo mondiale.
Nel 1975 viene presentato un modello che otterrà enorme successo: il Laureato. Proposto dapprima al quarzo con movimento certificato cronometro, è arrivato fino ai giorni nostri in numerosissime declinazioni (come ad esempio i cronografi, i complicati, l'Evo 3,...) e ancora oggi è uno dei modelli del marchio di maggior successo.

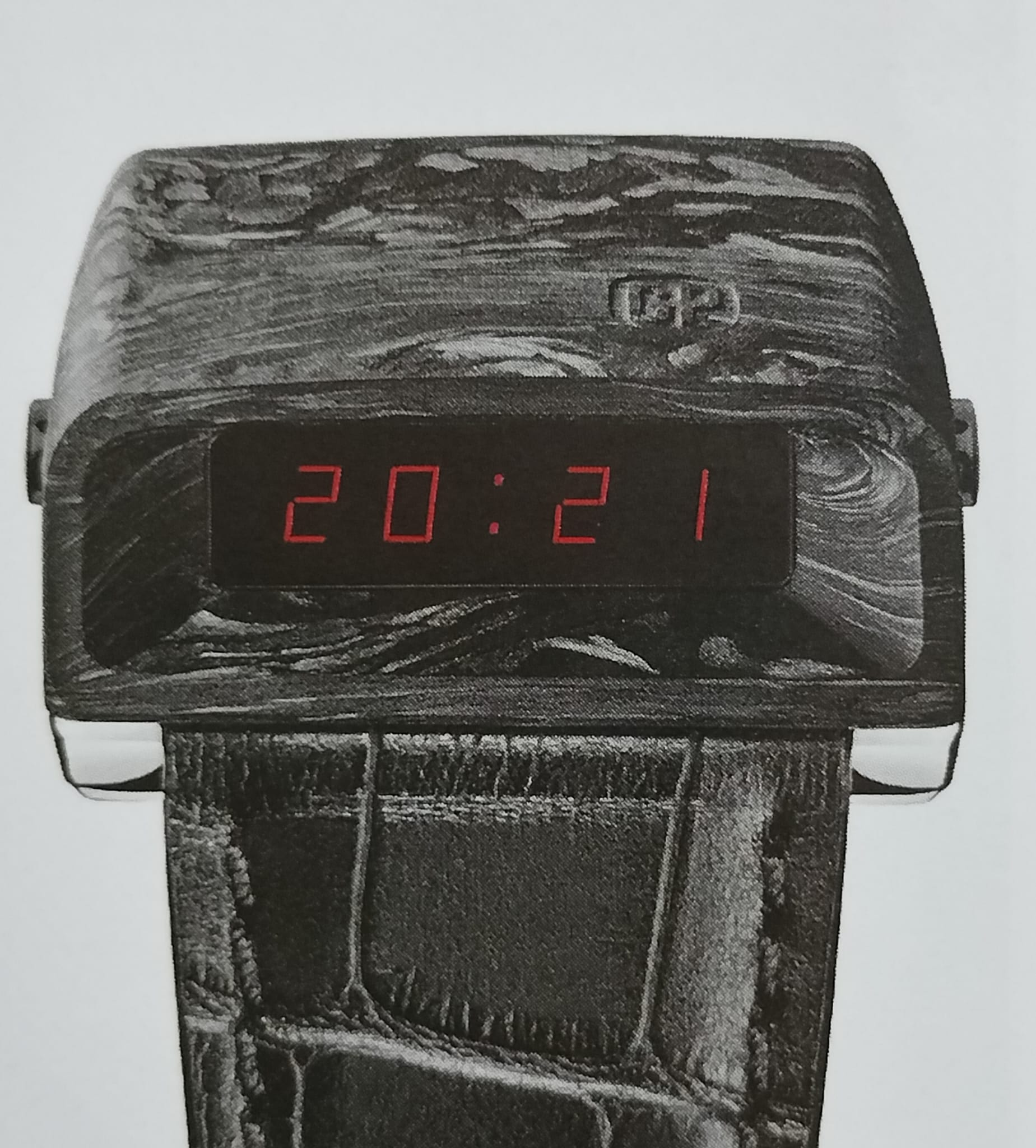
Girard Perregaux Casquette moderno, fedele riproduzione del modello degli anni Settanta

Assai sensibile alle innovazioni tecniche, il marchio propone, nel 1976, un peculiare modello che è stato riprodotto anche recentemente: si tratta del cosiddetto "Casquette" (nome assegnatogli dalla community di appassionati), un segnatempo al quarzo con display a led.

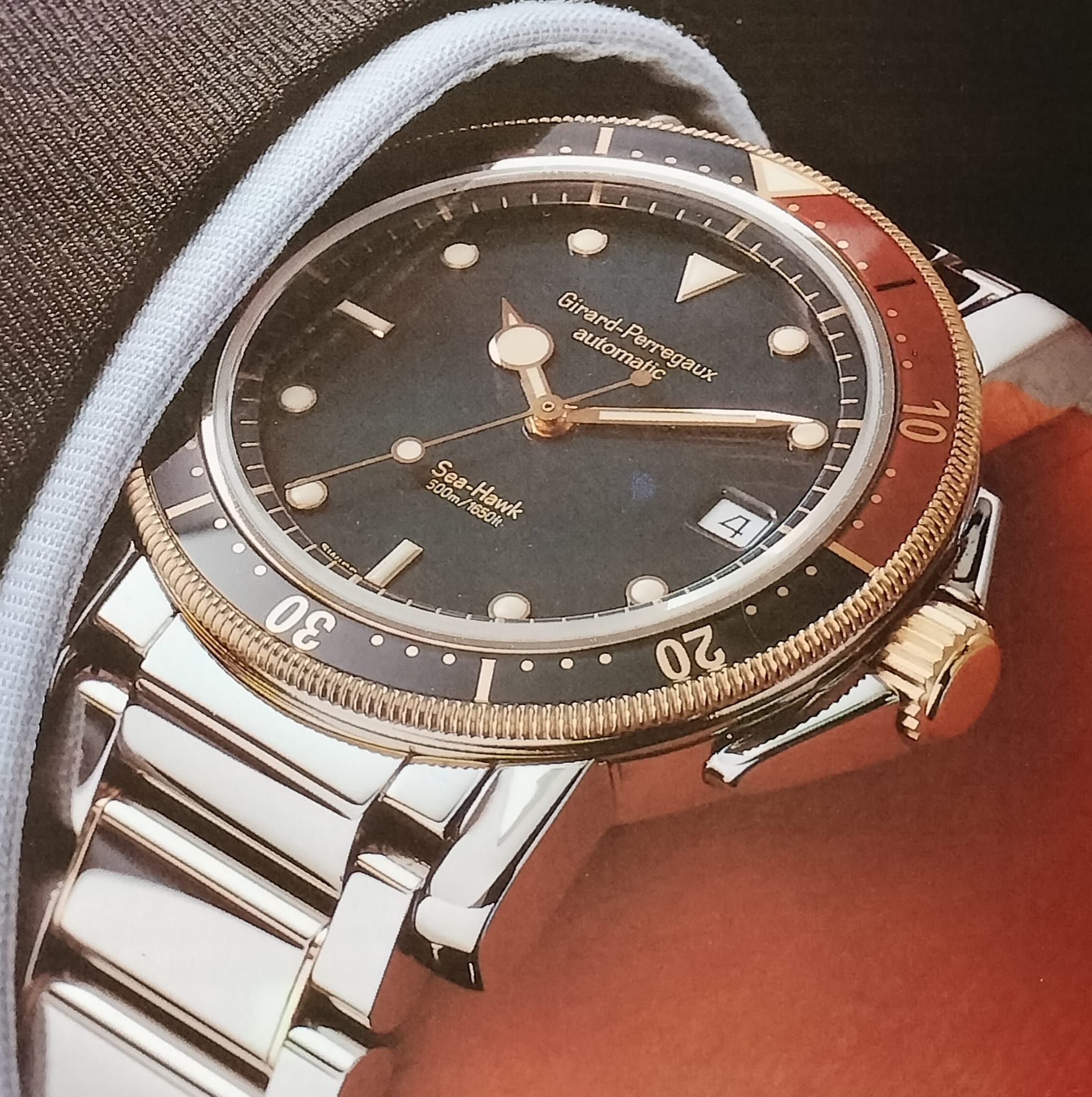
Girard Perregaux Sea-Hawk, risalente al 1989.

Negli anni '80 Girard-Perregaux si afferma come azienda solida e di qualità nonostante la rivoluzione del quarzo. In questo periodo si diffondono diverse collezioni, come il cronografo GP 7000, animato da movimenti modulari perlopiù di derivazione Lemania; e il diver Sea Hawk, impermeabile fino a 500 metri. In questo nuovo decennio anche Girard Perregaux fa un importante ritorno alla realizzazione, prevalentemente, di segnatempo con movimento meccanico, visto un graduale ritorno d'interesse per l'orologeria tradizionale.

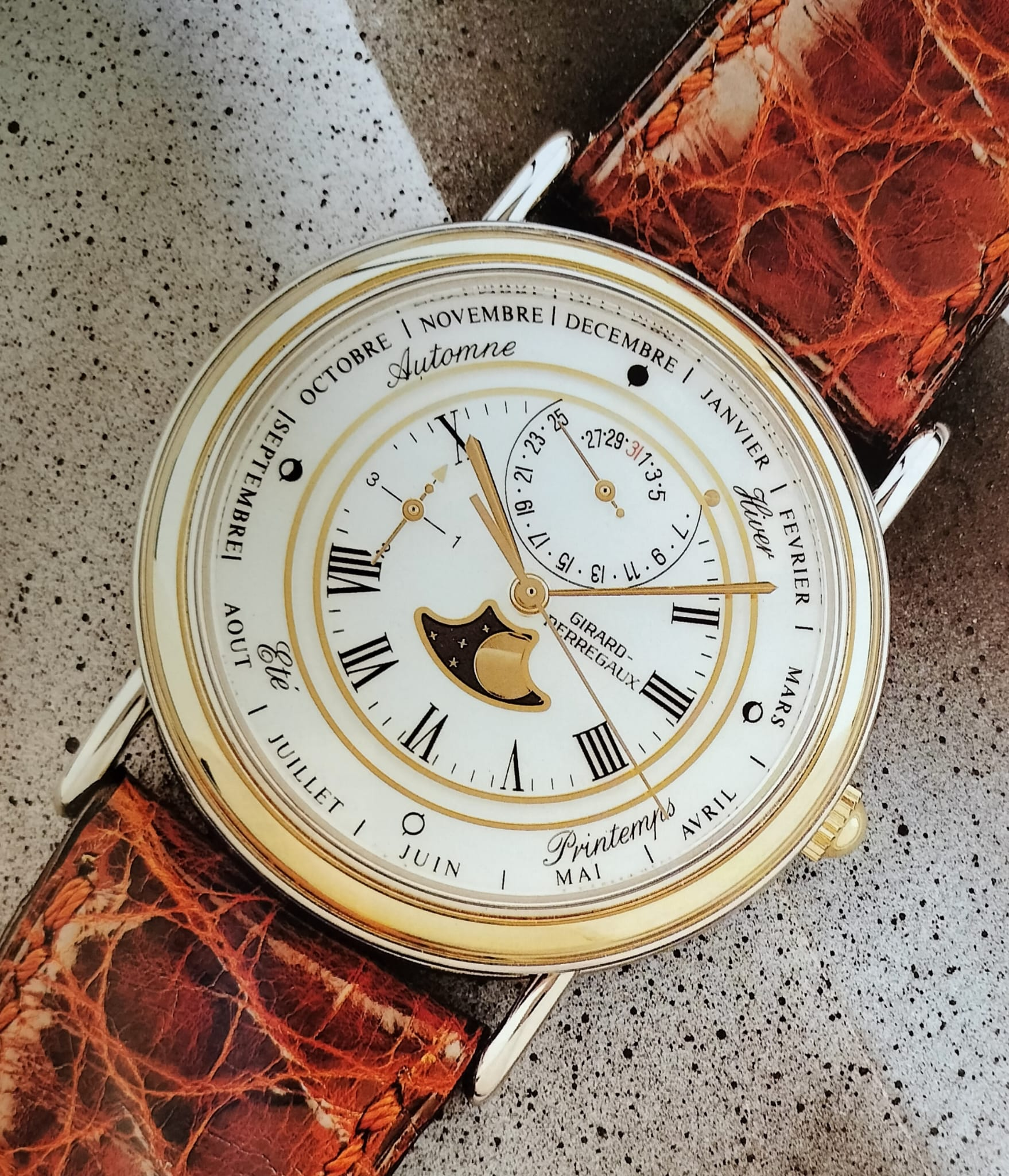
Girard Perregaux Equation Perpetuelle con movimento ibrido: base tempo al quarzo e complicazioni meccaniche

A fine anni Ottanta/inizio Novanta la casa propone movimenti "ibridi", con base tempo al quarzo (ormai un cavallo di battaglia della casa svizzera) e platina meccanica dotata di complicazioni, da cui nascono orologi complicati e pregiati come l'Equation Espace. Se da un lato i puristi diffidavano per la non totale presenza di un movimento meccanico, la soluzione adottata da Girard-Perregaux consentiva di utilizzare la sola corona di carica per svolgere tutte le funzioni del calendario perpetuo, senza dover ricorrere ad altri pulsanti che avrebbero ridotto ulteriormente la resistenza all'acqua di un calendario perpetuo che, per sua struttura, è piuttosto delicato.

### 1990-2020

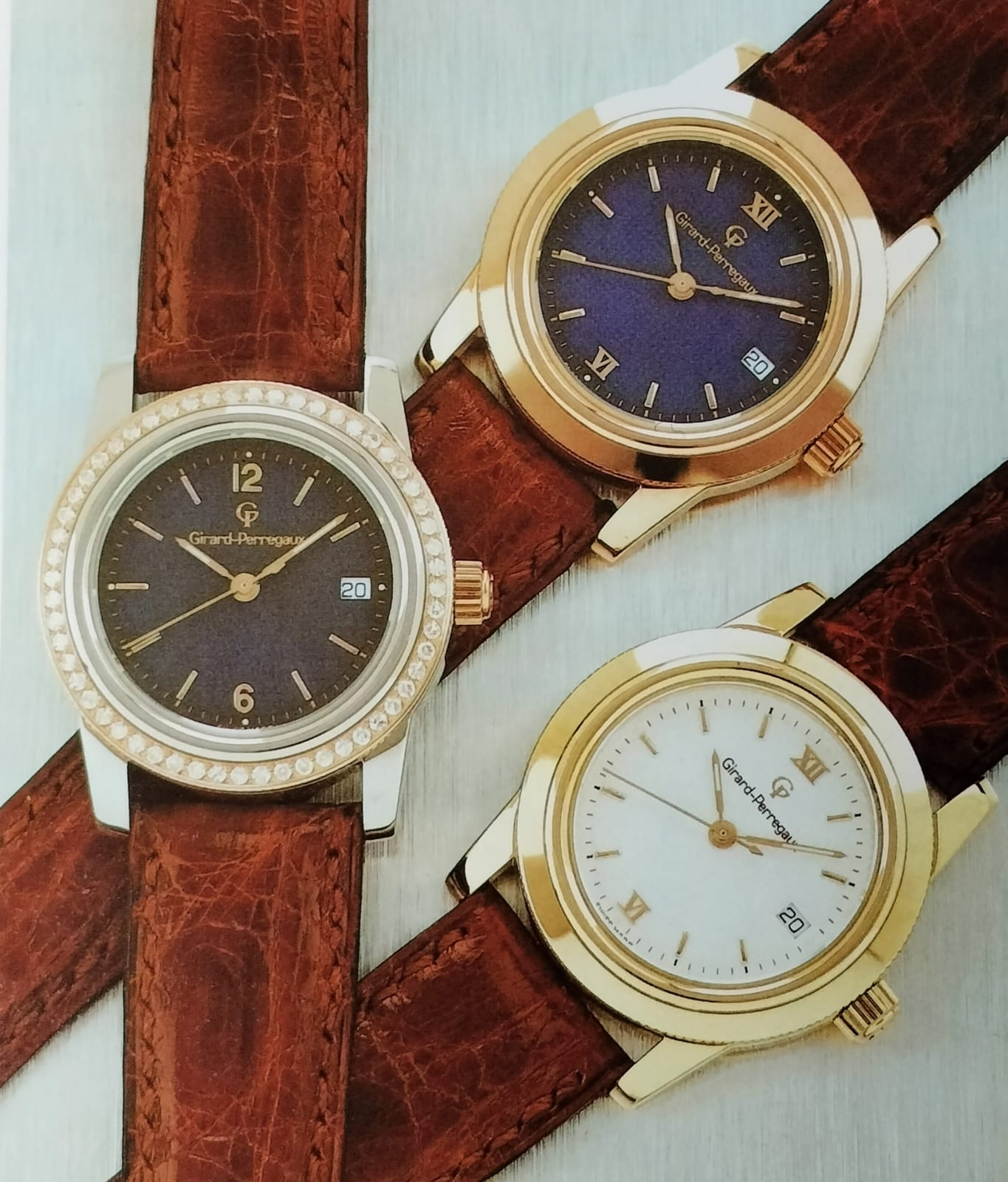
Alcuni modelli della collezione GP90 risalente ai primi anni Novanta

Nel 1990 viene presentata la fortunata linea GP 90, fatta di orologi estremamente eleganti e dalle linee pulite, tre lancette con datario o con l'indicatore della riserva di carica. Le varianti automatiche montano il movimento GP 2240, derivato dall'ETA 2892.
Nel 1991 il bicentenario della società viene festeggiato presentando al pubblico il famoso movimento con tre ponti d'oro incassato per la prima volta in un orologio da polso. L'orologio, ref. 99000, è stato prodotto anche con calibro ribaltato di 180 gradi per poter collocare la corona eventualmente ad ore 9, in una versione per mancini. Appena entrato in produzione, aveva un prezzo che oscillava tra le 80 e le 90 milioni di lire. Il medesimo anno è stata presentata anche la collezione chiamata Anno 1991, che richiamava l'estetica rettangolare dei segnatempo anni '40 e incassava un movimento manuale.
La proprietà cambia nuovamente e l'azienda finisce nelle mani della famiglia Macaluso, la quale si impegna a realizzare un nuovo meccanismo automatico.
A metà anni Novanta circa Girard-Perregaux collabora con Ferrari (che prima aveva una partnership con Longines) per la realizzazione di diversi segnatempo con il cavallino rampante impresso sul quadrante. Fu così che nacquero diversi modelli, come il Foudroyante (che misura con precisione fino all'ottavo di secondo segnandolo in un apposito sotto contatore ad ore 9), il Tribute to Enzo Ferrari Tourbillon con il movimento caratterizzato dai classici tre ponti d'oro, il Girard-Perregaux Pour Ferrari F50, il Ferrari F300 e molti altri. L'offerta della casa inoltre si amplia anche con il WW.TC, un cronografo automatico con complicazione delle ore del mondo.

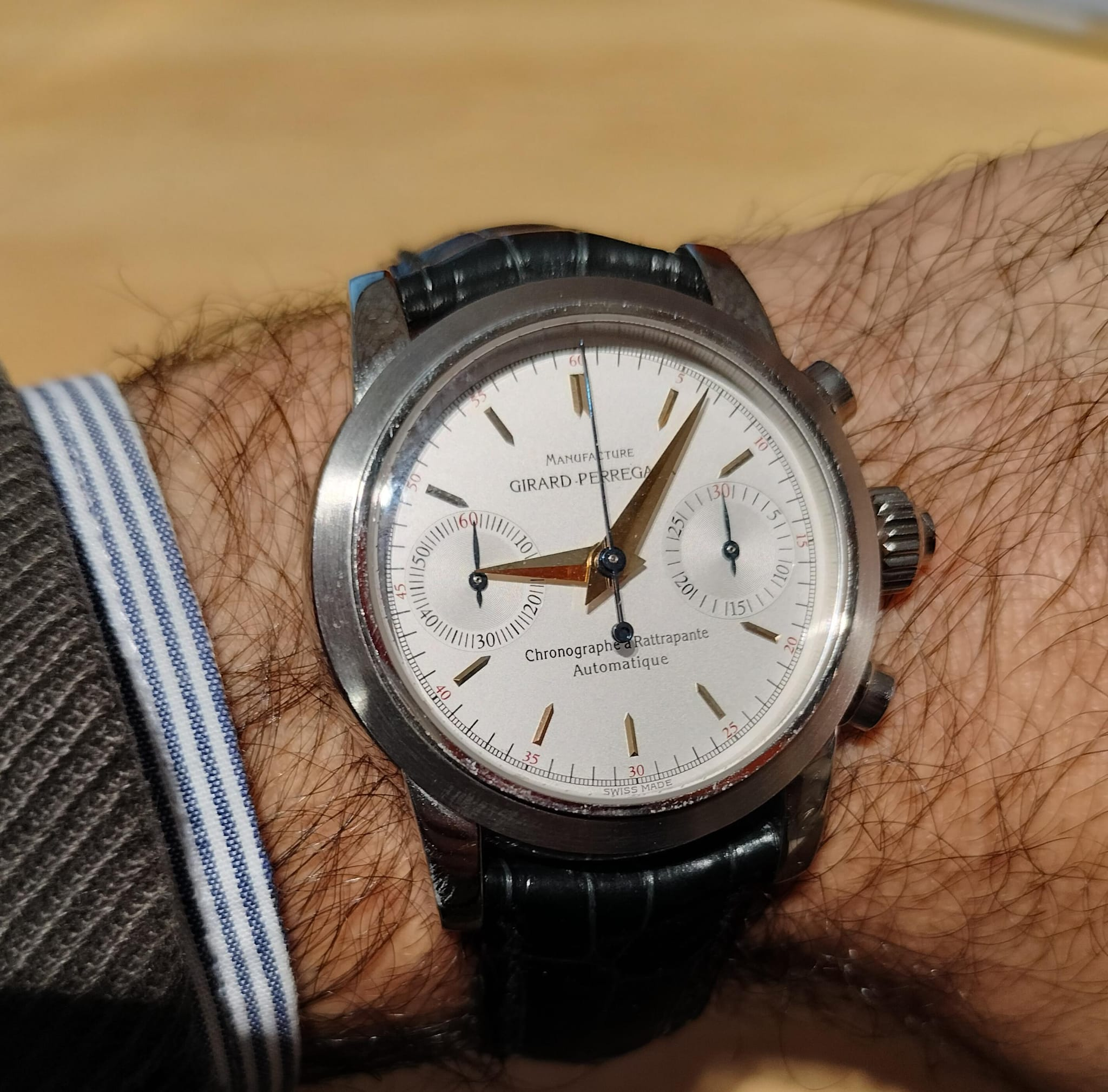
Girard-Perregaux Chronograph à Rattrapante ref. 9014

Il brand decide di ripescare dalla sua tradizione proponendo due collezioni come la 1945, con segnatempo di forma, e la 1966, con orologi tondi dal design pulito e minimale.
Nel 1994 Girard-Perregaux lancia un nuovo movimento automatico di manifattura che otterrà un buon successo e che verrà anche fornito ad altre maison, quali Vacheron Constantin, Cartier, Ebel ed altre: si tratta del calibro 3000 (e della sua variante con datario 3100), dallo spessore inferiore ai 3 millimetri, che servirà da base per sviluppare movimenti automatici prodotti ancora oggi e derivati da questo.
Nel 1996 viene riproposto sul mercato il Laureato, in una nuova generazione che si ispira a quella degli anni Settanta, unendo caratteristiche che verranno tramandate fino ai giorni nostri (come ad esempio la conformazione del bracciale). Il movimento montato sul modello solotempo è il Girard-Perregaux 3100. Contestualmente viene proposta anche una variante cronografo, con movimento automatico 3170, derivante dal 3100 con aggiunta di modulo cronografico realizzato anch'esso da Girard-Perregaux. In occasione delle Olimpiadi di Atlanta, viene presentata la variante cronografica chiamata Laureato Olimpico, in edizione limitata (ref. 8017). Si è trattato dell'ultimo modello chiamato Olimpico in quanto il comitato olimpico ha intimato la maison elvetica a non utilizzare più il nome olimpico in quanto protetto.
Nel 2008 viene presentato un innovativo scappamento a forza costante, in grado di equilibrare la precisione di marcia del segnatempo che lo monta in qualsiasi condizione di carica esso si trovi. 
Nel 2011 il gruppo Sowind, la società madre di Girard-Perregaux, diventa una filiale di Kering. Anche nel gruppo Kering il marchio viene valorizzato come brand di alta orologeria, e lo dimostrano le realizzazioni pregevoli come i segnatempo con cassa in zaffiro, con tourbillon triassiale, o con ripetizione minuti.
Risale al 2017 l'ultima (e ancora attuale) generazione del celebre modello Laureato.
Nel 2021 il marchio è diventato sponsor di Aston Martin F1.
A inizio 2022, Kering ha deciso di vendere i marchi Girard-Perregaux e Ulysse Nardin a Patrick Pruniaux, già dal 2018 CEO e Presidente di entrambe le società. Lo stesso anno, ripescando dalla tradizione del marchio, viene riproposto il Casquette in versione moderna, rinominato Casquette 2.0.

## Le innovazioni
Nell'ambito dell'orologeria, la Girard-Perregaux ha depositato quasi 80 brevetti e ha dato vita a numerose innovazioni:
- 1880: Constant Girard sviluppa la prima grande produzione commerciale di orologi da polso, destinati agli ufficiali della Marina tedesca per ordine del Kaiser Guglielmo I. L'imponente produzione di duemila orologi da polso rappresenta la prima importante commercializzazione del genere.
- 1965: Girard-Perregaux concepisce il primo movimento meccanico ad alta frequenza, in cui il bilanciere batte 36000 vibrazioni all'ora: il Gyromatic HF.
- 1967: Girard-Perregaux riceve il Centenary Award da parte dell'Osservatorio Astronomico di Neuchatel per i risultati conseguiti dalla sua produzione e in particolare per l'orologio da polso concepito con il movimento HF giromatico.
- 1970: Girard-Perregaux propone il suo primo orologio al quarzo.
- 1971: Girard-Perregaux presenta il primo orologio da polso dotato di un movimento in cui il quarzo vibra a 32768 hertz, una frequenza che ancora oggi rappresenta lo standard degli orologi a quarzo.
- 2008: Al Salone Internazionale di Alta Orologeria (SIHH), la ditta presenta uno scappamento a forza costante, completamente diverso dagli scappamenti noti fino a quel momento.

## La manifattura
La Girard-Perregaux si occupa della fabbricazione di movimenti e di orologi, nonché di confezioni e di cinturini; questo lavoro comporta la collaborazione di professionisti con competenze diverse: orologiai, ingegneri, ideatori dei movimenti, lucidatori, ecc. Questo approccio, che si basa sul tradizionale know-how dell'orologeria artigianale, consente di creare orologi e movimenti seguendo tutte le fasi della loro fabbricazione, fino alla confezione finale.
La Girard-Perregaux concepisce e sviluppa i suoi movimenti:
- Una vasta collezione di orologi esclusivi con movimenti, di cui il Tourbillon con tre ponti d'oro è il pezzo più emblematico;
- une gamma completa di movimenti meccanici con rimontaggio automatico (GP2700, GP3200, GP 3300 e GP4500), adatti ad ogni tipo di orologio e utili come base per le costruzioni modulari dei meccanismi con complicazioni;
- movimenti al quarzo.

## Collezioni

### Tourbillon con tre ponti d'oro

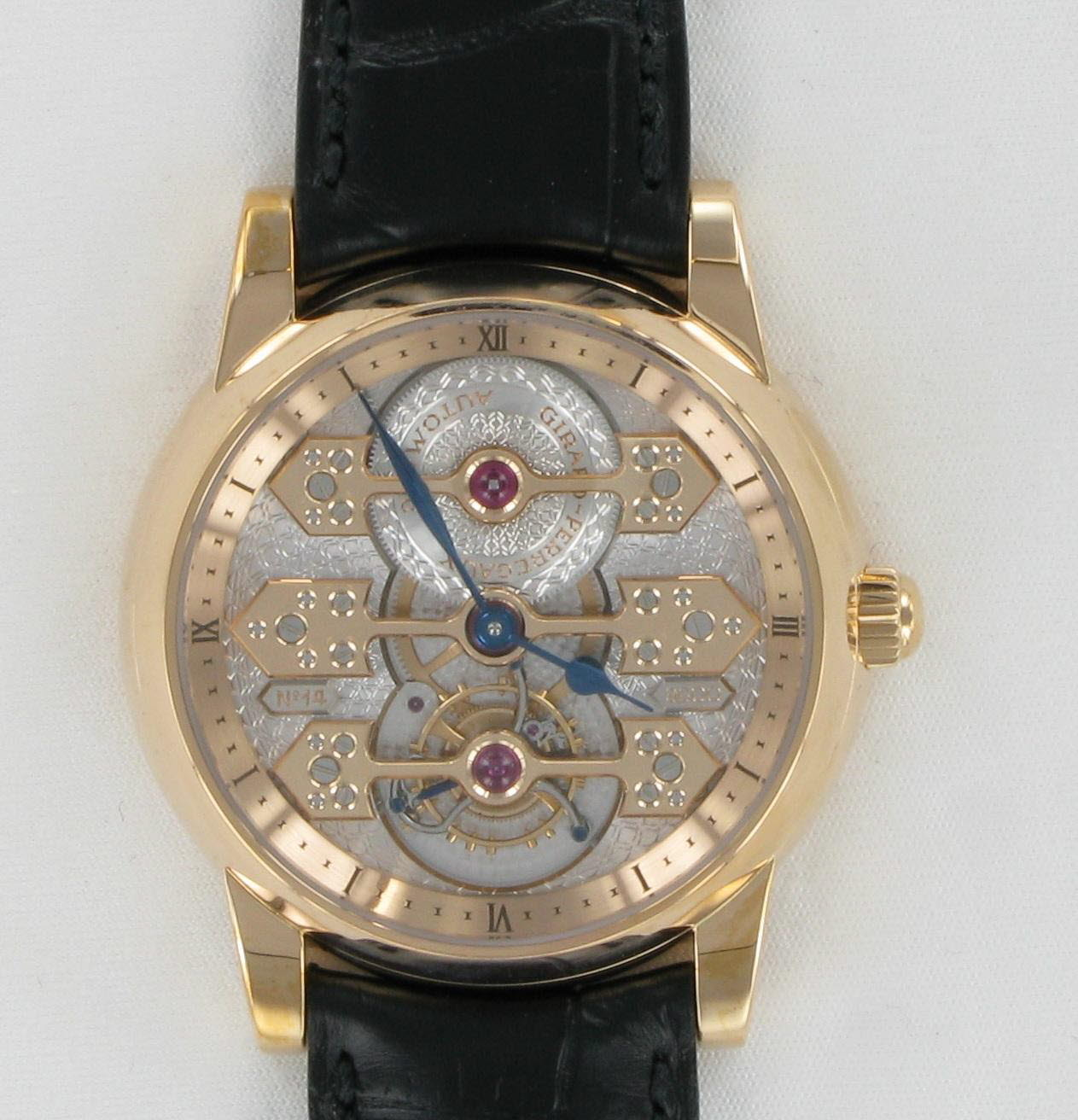
Tourbillon con tre ponti d’oro.

È il modello più emblematico della Girard-Perregaux; nel 1884, Constant Girard deposita, presso l'Ufficio Brevetti degli Stati Uniti (the United States Patent Office), un brevetto sul disegno del movimento « Tourbillon con tre ponti d'oro ». I tre ponti mantengono l'equilibrio del movimento essendo stati nuovamente concepiti sotto forma di frecce parallele. Il movimento non è più solo una componente tecnica e funzionale, bensì un elemento del design vero e proprio. Il Tourbillon con tre ponti d'oro fu premiato all'Esposizione Universale di Parigi nel 1889 con una medaglia d'oro. Nel 1980 Girard-Perregaux decide di realizzare 20 pezzi conformi all'originale del 1889: la prima volta erano state necessarie 1500 ore di lavoro. In seguito il Tourbillon con i tre ponti d'oro viene proposto in diverse versioni.

### Modelli principali

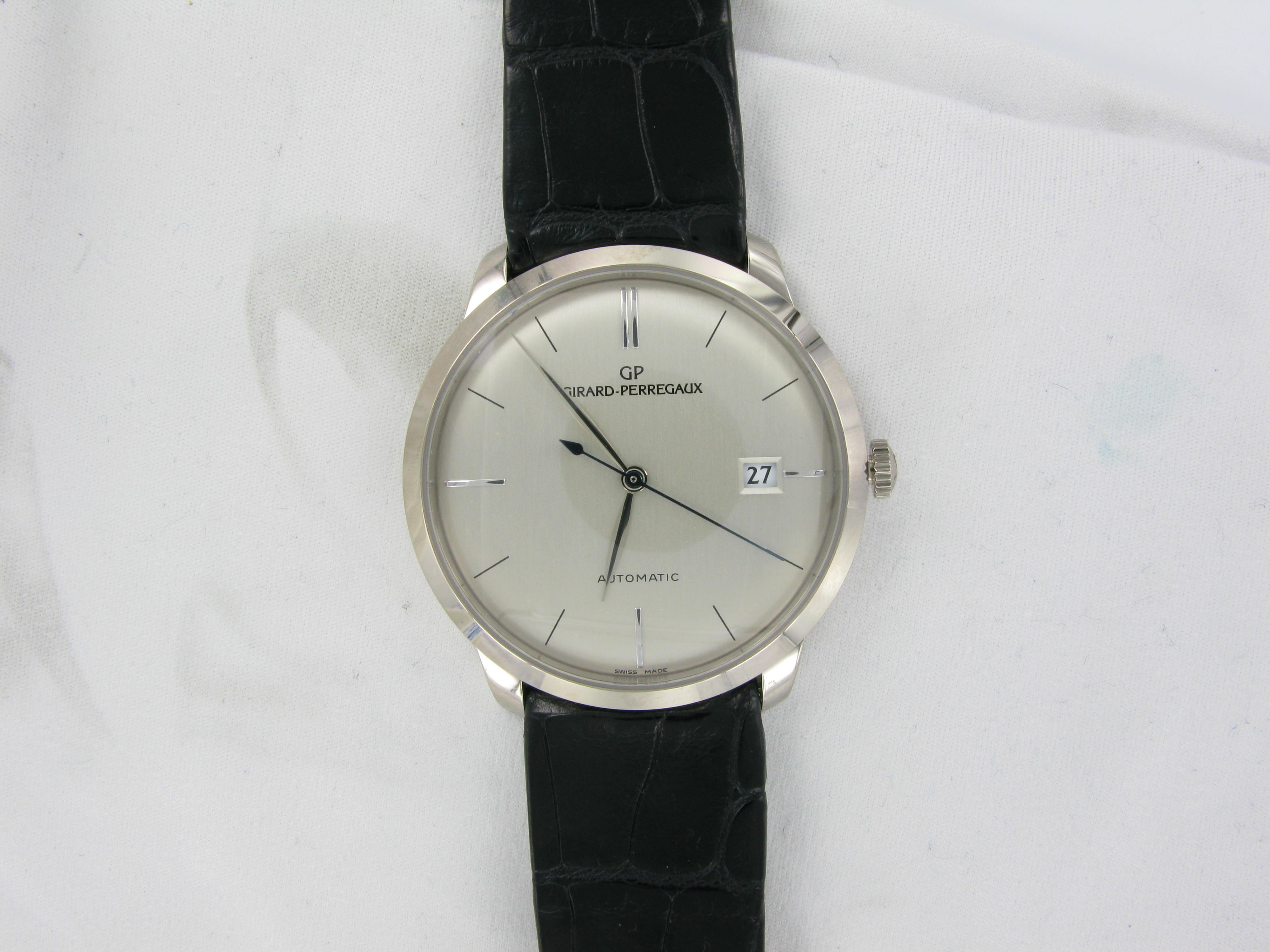
Girard-Perregaux 1966.

All'interno dell'alta orologeria, le collezioni di Girard-Perregaux più conosciute sono: Vintage 1945 (con un involucro rettangolare e un design ispirato ad un orologio in stile Art Déco del 1945), ww.tc (con 24 fusi orari sul quadrante per un controllo del tempo su scala mondiale), Girard-Perregaux 1966, Laureato Evo3, Cat's Eye (una linea femminile).
La Girard-Perregaux è inoltre famosa per i pezzi con le complicazioni: Bi-Axial Tourbillon DLC Titanium wristwatch, una complicazione distribuita in numero limitato fra cui l'orologio da polso del Bi-Axial Tourbillon DLC Titanium del 2012, che ha rinnovato il trend con moderni involucri in titanio.
Nel 2012 la Girard-Perregaux ha inoltre presentato i nuovi modelli del Vintage 1945 e 1966.

## Museo Girard-Perregaux
Dal 1999, il Villa Margherita, un edificio a La Chaux-de-Fonds, è sede del Museo di Girard-Perregaux. Una selezione di orologi antichi e documenti che illustrano la storia del marchio è presentata lì.